# Gynäkologie
Die Gynäkologie (von altgriechisch γυνή gynḗ, Genitiv γυναικός gynaikós, „Frau“, und -logie, „Lehre, Wissenschaft“) oder auch Frauenheilkunde (ab 1909 auch Frauenkunde), ist die Lehre von der Entstehung, Erkennung, Behandlung und Verhütung der Erkrankungen vor allem des weiblichen Sexual- und Fortpflanzungstraktes.
Der Begriff wurde im 18. Jahrhundert in die deutsche und im 19. Jahrhundert in die deutschsprachige Literatur eingeführt.
Das entsprechende Fachgebiet für männliche Patienten ist die Andrologie, zum Teil die Urologie. Allerdings beschäftigen sich Urologen auch mit weiblichen Patienten, wenn es um Erkrankungen der Nieren, der Harnblase und der Harnröhre geht und Gynäkologen mit männlichen Patienten, wenn es sich um Erkrankungen des Brustdrüsengewebes handelt.
Im engeren Sinne befasst sich die Gynäkologie mit den Erkrankungen der nicht schwangeren Frau im Gegensatz zu ihrem Teilgebiet, der Geburtshilfe (Obstetrik). Die Frauenheilkunde (in ihrem weiteren Sinne auch als Frauenmedizin bezeichnet) ist eines von mehr als 30 Teilgebieten der Humanmedizin. Die Facharzt-Ausbildung erfolgt in Deutschland immer gemeinsam mit der Geburtshilfe.
Zu den Aufgaben der Gynäkologie gehört auch die Behandlung von Erkrankungen der weiblichen Brust und die entsprechenden Vorsorgeuntersuchungen (Vorsorgemedizin; siehe auch Mammografie).

## Behandlungsspektrum in der Gynäkologie
Die Gynäkologie zählt zu den operativen Fachgebieten der Medizin. Einige klassische Eingriffe: Hysterektomie (Gebärmutterentfernung), Ovarektomie (Eierstockentfernung, 1809 durch Ephraim McDowell), Operation der Retroflexio uteri (ab 1882 nach William Alexander und James Adams), Tubenligatur (Eileiterunterbindung zur Sterilisation), laparoskopische ovarielle Zystektomie (Eierstockzystenentfernung mittels Schlüssellochoperation durch die Bauchwand). Allerdings umfasst die Frauenheilkunde auch einen großen Bereich konservativer Behandlungsverfahren, wie der Hormontherapie, die Beratung und Durchführung von Maßnahmen zur Kontrazeption und die Behandlung von Paaren bei ungewollter Kinderlosigkeit.

## Facharzt-Weiterbildung
Um in Deutschland als Facharzt für Frauenheilkunde und Geburtshilfe tätig zu werden, muss man eine mindestens fünfjährige Weiterbildung absolvieren.

### Schwerpunkte im Gebiet Frauenheilkunde und Geburtshilfe
Im Gebiet Frauenheilkunde und Geburtshilfe besteht die Möglichkeit, sich nach der Anerkennung als Frauenarzt/Frauenärztin durch eine jeweils 24 Monate dauernde Schwerpunktweiterbildung in folgenden Schwerpunkten zu spezialisieren:
- Gynäkologische Endokrinologie und Reproduktionsmedizin
- Gynäkologische Onkologie sowie
- Spezielle Geburtshilfe und Perinatalmedizin.

### Zusatzqualifikationen in der Gynäkologie
Die Zusatzqualifikationen sind nicht Teil der Facharzt- oder der Schwerpunktweiterbildung nach der Weiterbildungsordnung. Sie befähigen jedoch zu bestimmten Untersuchungen oder Tätigkeiten als Weiterbilder.
- Pränatalmedizin: In Schwerpunktpraxen für Pränatalmedizin werden in Deutschland Untersuchungen des ungeborenen Kindes und der Schwangeren durchgeführt. Hierfür ist eine Qualifizierung in der Ultraschalluntersuchung nach den Richtlinien der Deutschen Gesellschaft für Ultraschall in der Medizin (DEGUM) der Stufen II oder III notwendig.
- Urogynäkologie: Dieser Teil des Fachgebiets, der sich mit Harn- und Stuhlinkontinenz sowie Lageveränderungen der Genitalorgane beschäftigt, weist Überschneidungen zur Urologie auf und wird sowohl von Gynäkologen als auch von Urologen betrieben. Im Fachgebiet der Gynäkologie können dazu in Deutschland Qualifikationen nach den Richtlinien der Arbeitsgemeinschaft für Urogynäkologie und plastische Beckenbodenrekonstruktion (AGUB) der Deutschen Gesellschaft für Gynäkologie und Geburtshilfe erworben werden.
- Kindergynäkologie: Die Kinder- und Jugendgynäkologie befasst sich mit angeborenen und entwicklungsbedingten gynäkologischen Störungen im Kindes- und Jugendalter. Hier bestehen Überschneidungen zur Kinderheilkunde.
- Senologie: Die Senologie ist die Lehre von der weiblichen Brust. Erkrankungen der weiblichen Brust werden in Deutschland in der Gynäkologie sowie der Chirurgie, insbesondere der Plastischen Chirurgie behandelt. Zur Verbesserung der interdisziplinären Zusammenarbeit bei der Diagnostik und Therapie wurden spezielle Brustzentren etabliert.
- Minimalinvasive Chirurgie: Besondere Fähigkeiten in der laparoskopischen Chirurgie und Hysteroskopie werden nach Kriterien der Arbeitsgemeinschaft gynäkologische und geburtshilfliche Endoskopie (AGE) der Deutschen Gesellschaft für Gynäkologie und Geburtshilfe nach MIC I bis III zertifiziert. Ergänzt wird das Spektrum in neuerer Zeit durch die Duktoskopie, eine Spiegelung der Milchgänge.

## Organisationen
In Deutschland sind etwa 5000 Frauenärzte in der Deutschen Gesellschaft für Gynäkologie und Geburtshilfe mit ihren 21 themenbezogenen Arbeitsgemeinschaften, 8 Regionalgesellschaften und 12 deutsch-ausländische Gesellschaften für Gynäkologie und Geburtshilfe und etwa 13500 im Berufsverband der Frauenärzte mit 17 Landes- und 72 Bezirksverbänden organisiert.

## Statistiken

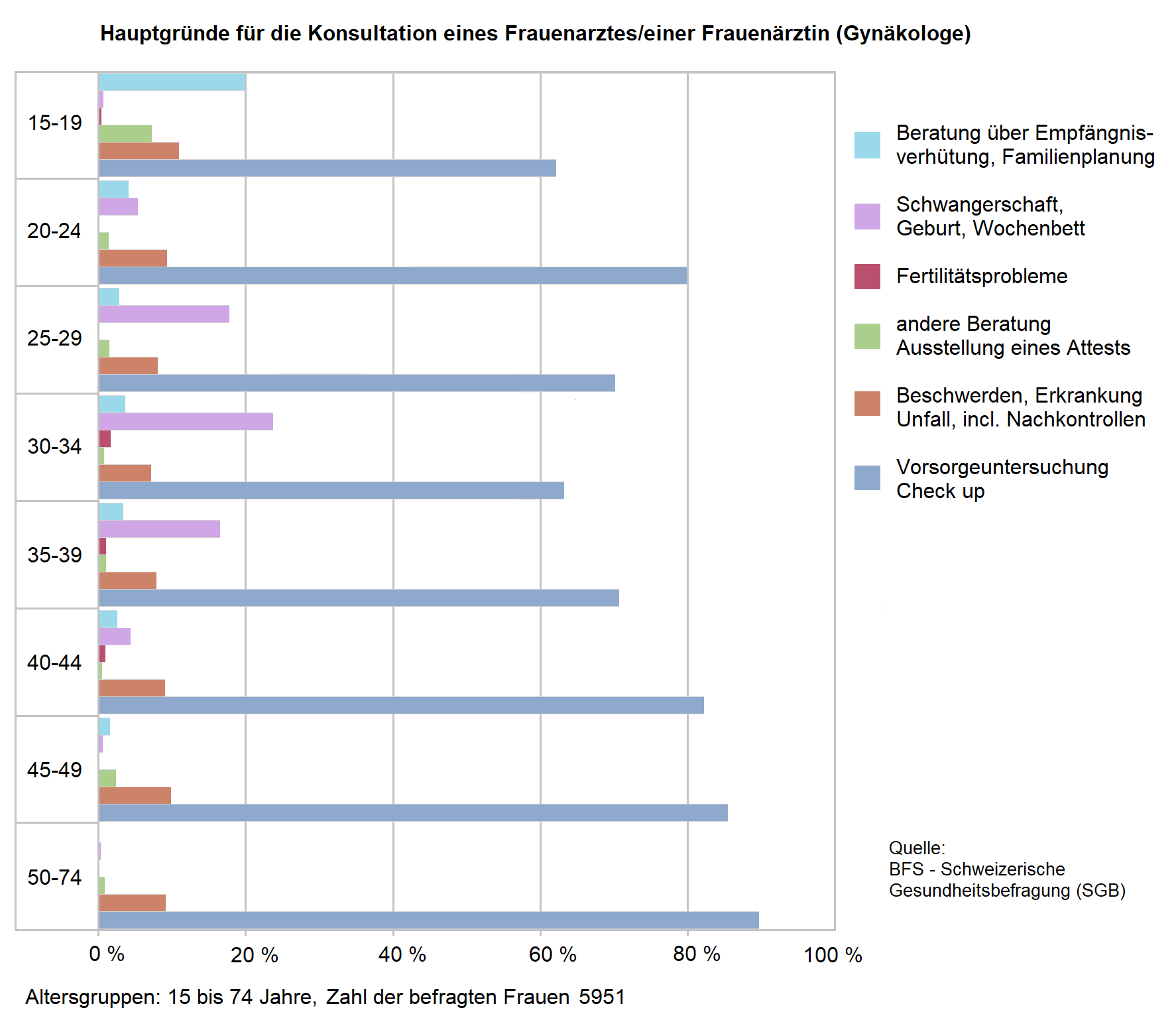
Hauptgründe von Frauen für die Konsultation von Gynäkologen.

- Zum 31. Dezember 2017 waren in der Bundesrepublik Deutschland 25.515 Gynäkologen registriert, von denen 18.427 berufstätig waren.
- Die größte (an einem Standort befindliche) Frauenklinik Deutschlands ist die der Eberhard Karls Universität Tübingen: Sie hat 140 Betten und ca. 2.600 Geburten pro Jahr. In der Rostocker Universitätsfrauenklinik (Klinikum Südstadt) kommen jährlich 3200 Kinder zur Welt.
- 1998 erzielten die Gynäkologen durchschnittlich 100.700 € Praxisüberschuss vor Steuern; in den neuen Ländern 75.000 €.
- Anfang 2001 gab es noch 68 offene Planungsbereiche.

## Bekannte Gynäkologen
- Soranos von Ephesos (um 98–138), Verfasser eines Standardlehrwerkes der Gynäkologie und Geburtshilfe
- Abulcasis (936–1013), andalusischer Arzt und Wissenschaftler, der sich insbesondere mit Chirurgie, aber auch mit Frauenheilkunde und Geburtshilfe[9] befasste
- Joseph Récamier (1774–1856), Begründer der Kürettage zur Beseitung von Wucherungen der Gebärmutterschleimhaut
- James Marion Sims (1813–1883), Operateur von Blasenscheidenfisteln
- Franz Kiwisch von Rotterau (1814–1852), Begründer der modernen Gynäkologie und Geburtshilfe
- Carl Conrad Theodor Litzmann (1815–1890), Erforscher der Anatomie des Beckens
- Carl Credé (1819–1892)
- Johannes von Holst (1823–1906), Weiterentwickler der bimanuellen gynäkologischen Untersuchung
- Bernhard Sigmund Schultze (1827–1919)
- Alfred Hegar (1830–1914), unter anderem Ausbauer der modernen Prolapsoperationen und abdominellen Fibromoperation
- Wilhelm Alexander Freund (1833–1917), Pionier der abdominellen Hysterektomie bei Gebärmutterkrebs
- Karl Schroeder (1838–1887), mit Hegar Ausbauer der abdominellen Fibrimoperation
- Friedrich Schauta (1849–1919)
- Ernst Bumm (1858–1925)
- Alwin Mackenrodt (1859–1925), führte 1894 die erweiterte vaginale Totalexstirpation der Gebärmutter durch[10]
- Bernhard Krönig (1863–1917)
- Ernst Wertheim (1864–1920), führte 1897 die erweiterte abdominale Totalexstirpation ein
- Carl Joseph Gauß (1875–1957)
- Ludwig Adler (1876–1958)
- August Mayer (1876–1968)
- Max Hirsch (1877–1948), Berliner Gynäkologe, der 1912 die Begriffe Frauenkunde und Sozialgynäkologie prägte[11]
- Robert Schroeder (1884–1959)
- Gerhard Bettendorf (1926–2009), Endokrinologe
- August Mayer, ein Begründer der psychosomatischen Gynäkologie
- Heinz Kirchhoff (1905–1997)
- Heinrich Maass  (1927–2016), Senologe
- Kurt Semm (1927–2003), Erfinder der Endoskopie
- Walter Stoeckel (1871–1961), unter anderem Ausbau der gynäkologischen Urologie

## Historische Literatur
- Ann Dally: Women under the knife. A history of surgery. New York 1991.
- Anna Blanca Césarine Maria Delva (Hrsg.): Vrouwengeneeskunde in Vlaanderen tijdens de late middeleeuwen, met uitgave van het Brugse „Liber Trotula“. Brügge 1983 (= Vlaamse historische studies, Band 2). Zugleich Philosophische Dissertation Leiden.
- Paul Diepgen: Zur Frauenheilkunde im byzantinischen Kulturkreis des Mittelalters (= Abhandlungen der Akademie der Wissenschaften und der Literatur. Geistes- und sozialwissenschaftliche Klasse. Jahrgang 1950, Band 1). Verlag der Wissenschaften und der Literatur in Mainz (in Kommission bei Franz Steiner Verlag, Wiesbaden).
- Paul Diepgen: Frau und Frauenheilkunde in der Kultur des Mittelalters. Stuttgart 1963.
- Andreas D. Ebert, Namal: Wilhelm Gustav Liepmann (1878–1939) – Vertreibung vom ersten Lehrstuhl für Soziale Gynäkologie an der Berliner Universität an die Universität Istanbul, in: Matthias David, Andreas D. Ebert (Hrsg.): Geschichte der Berliner Universitäts-Frauenkliniken. Strukturen, Personen und Ereignisse in und außerhalb der Charité, Walter de Gruyter, 2010, S. 238–250.
- Christ[oph] Ferckel: Die Gynäkologie des Thomas von Brabant. München 1912 (= Alter Meister der Medizin und Naturkunde. Band 5).
- Isidor Fischer: Geschichte der Gynäkologie. In: J. Halban, L. Seitz (Hrsg.): Biologie und Pathologie des Weibes. Band I. Berlin / Wien 1923, S. 1–202.
- Monica H. Green: Obstetrical and gynecological texts in Middle English. In: Studies in the Age of Chaucer, 14, 1992, S. 53–88.
- Gundolf Keil, Jörg Siegfried Kotsch: Das „Erlauer Frauenbüchlein“. Untersuchungen zu einem gynäkologischen Rezeptar aus dem spätmittelalterlichen Oberungarn. Text und Kommentar. In: Fachprosaforschung – Grenzüberschreitungen. Band 4/5, 2008/2009 (2010), S. 47–112.
- G. Klein: Alte und neue Gynäkologie. Festgabe für Franz von Winckel. Lehmann, München 1936. – Inhalt: Bildliche Darstellung der weiblichen Anatomie vom 9. Jahrhundert bis Vesal, Berühmte Geburtshelfer des 16. und 17. Jahrhunderts, Der Unterschieder in der Geburtsdauer bei japanischen und europäischen Frauen.
- Britta-Juliane Kruse: Verborgene Heilkünste. Geschichte der Frauenmedizin im Spätmittelalter. (Philosophische Dissertation FU Berlin 1994: Verborgene Heilkünste. Frauenheilkunde und Geburtshilfe in Handschriften und Drucken des 15. und 16. Jahrhunderts), De Gruyter, Berlin / New York 1996 (= Quellen und Forschungen zur Literatur- und Kulturgeschichte. Band 5; zugleich: Quellen und Forschungen zur Sprach- und Kulturgeschichte der germanischen Völker. Band 239), ISBN 3-11-014704-1.
- Britta-Juliane Kruse: „Die Arznei ist Goldes wert“. Mittelalterliche Frauenrezepte. De Gruyter, Berlin / New York 1999, ISBN 3-11-014703-3 (als E-Book: 2013, ISBN 978-3-11-088587-3).
- Dorothée Leidig (Hrsg.): Frauenheilkunde in volkssprachigen Arznei- und Kräuterbüchern des 12. bis 15. Jahrhunderts. Eine empirische Untersuchung. Philosophische Dissertation, Würzburg 2004.
- Chris E. Paschold: Die Frau und ihr Körper im medizinischen und didaktischen Schrifttum des französischen Mittelalters. Wortgeschichtliche Untersuchungen zu Texten des 13. und 14. Jahrhunderts. Mit kritischer Ausgabe der gynäkologischen Kapitel aus den 'Amphorismes Ypocras’ des Martin de Saint-Gilles. (Philosophische Dissertation Heidelberg 1986) Pattensen/Hannover, jetzt bei Königshausen & Neumann, Würzburg 1989 (= Würzburger medizinhistorische Forschungen, Band 47).
- André Pecker: Gynäkologie und Geburtshilfe vom Altertum bis zum Anfang des 18. Jahrhunderts. In: Illustrierte Geschichte der Medizin. Deutsche Bearbeitung von Richard Toellner u. a., Sonderauflage Salzburg 1986, II, S. 1002–1053.
- Beryl Rowland (Hrsg.). Medical Woman’s Guide to Health: The first English Gynecological Handbook. In: Journal of the History of Medicine and Allied Sciences, Band 38, 1938, S. 109 f. (zu Trotula).
- Max Schad: Frauenheilkunde und Geburtshilfe bei Ettner.  Diss. München 1943.
- Roland Siegmund: Das „Speyrer Frauenbüchlein“. [1460] Medizinische Dissertation, Würzburg 1990.
- Johann Stur: Die Gynäkologie des Johannes Aktuarios. In: Archiv für Gynäkologie. Band 145, 1931, Nr. 2, S. 551–565.